# 明智町立東方小学校
明智町立東方小学校（あけちちょうりつ　ひがしかたしょうがっこう）は、かつて岐阜県恵那郡明智町（現・恵那市）に存在した公立小学校。

## 概要
- 校区は明智町東方（旧・静波村大字東方）であった。
- 1964年、明智小学校に統合され、廃校。

## 沿革
- 1873年（明治6年） - 訓蒙義校第三支校として高波村に守新舎が開校。馬坂村、馬木村、高波村、峯山村、澤中村、小杉村、落倉村、及び串原村字中沢の児童が通学する。
- 1875年（明治8年） - 馬坂村、馬木村、高波村、峯山村、澤中村、小杉村、落倉村が合併し、東方村が発足。
- 1877年（明治10年） - 訓蒙義校から独立し、東方小学校となる。
- 1886年（明治19年） - 東方尋常小学校に改称する。
- 1897年（明治30年）4月1日 - 明知町、野志村、杉野村、東方村が合併し、明知町発足。
- 1902年（明治35年） - 東方尋常高等小学校に改称する。
- 1905年（明治38年）7月1日 - 明知町の一部（旧・野志村、杉野村、東方村）が明知町より分立し、静波村が発足する。
- 1941年（昭和16年）4月1日 - 東方国民学校に改称する。
- 1947年（昭和22年）4月1日 - 静波村立東方小学校に改称する。
- 1954年（昭和29年）7月1日 - 明知町と静波村が合併し、明智町が発足。同時に明智町立東方小学校に改称する。
- 1963年（昭和38年）4月 - 串原村字中沢[注釈 2]の児童の委託を解消。
- 1964年（昭和39年）3月 - 明智小学校に統合され、廃校。